# Coupe Davis 1912
Navigation
Édition précédente Édition suivante
La Coupe Davis 1912 est la onzième du nom. L'épreuve masculine se déroule à Albert Ground, Melbourne, Australie pour le challenge round.

Challenge round, le vainqueur de la Coupe Davis de l'année précédente affronte directement le finaliste de l'année en cours. 
L'Australasie est une combinaison entre l'Australie et la Nouvelle-Zélande
La Grande-Bretagne renoue avec la victoire qui gagne pour la cinquième fois la Coupe Davis

## Premier tour
Lieu : Pleasure Gardens, Folkestone, Grande-Bretagne
du 11 juillet au 13 juillet 1912
 Royaume-Uni  France 4-1
- 1 Charles Dixon (gbr) (V) - Max Decugis(fra) 6-3 6-2 6-4
- 2 Arthur Gore(gbr)  - André Gobert(fra)(V) 4-6 6-4 3-6 3-6
- 3 Charles Dixon(gbr)-Herbert Roper-Barrett(gbr)(V) -- André Gobert(fra) - William Laurentz(fra) 3-6 6-4 6-1 6-1
- 4 Charles Dixon(gbr) (V) - André Gobert (fra)4-6 6-4 6-2 6-3
- 5 Arthur Gore(gbr)(V) - Max Decugis (fra) 6-3 6-0  abandon

## Challenge round
États-Unis (w/o)-  Royaume-Uni

## Finale
Lieu: Albert Ground, Melbourne, Australie
du 28 novembre au 30 novembre 1912
 Royaume-Uni 3-2  Australasie
- 1 James Cecil Parke (gbr) (V)- Norman Brookes (aus)  8-6 6-3 5-7 6-2
- 2 Charles Dixon (gbr)(V)- Rodney Heath (aus)  5-7 6-4 6-4 6-4
- 3 Norman Brookes (aus)Alfred Dunlop (aus) (V)-- Alfred Beamish (gbr)James Cecil Parke (gbr) 6-4 6-1 7-5
- 4 Norman Brookes (aus) (V)- Charles Dixon (gbr) 6-2 6-4 6-4
- 5 James Cecil Parke (gbr)(V) - Rodney Heath  (aus) 6-2 6-4 6-4